# Патара Ецері
Патара Ецері (груз. პატარა ეწერი) — село в Грузії.
За даними перепису населення 2014 року в селі проживає 303 особи.